# Forca
Forca (udtalt Forsa) er et dansk pensionsserviceselskab med hjemsted i Hellerup.
Forca servicerer Lærernes Pension, PKA og Pædagogernes Pensionskasse (PBU), som ejer virksomheden med en tredjedel hver. De tre kunder har tilsammen godt 695.000 medlemmer.  Industriens Pension og Norli Pension er ligeledes kunder.
Virksomhedens ca. 385 medarbejdere tilbyder servicefunktioner indenfor:
- Medlemsservice
- Fondsservice
- Aktuarservice
- Økonomiservice
- IT-service

## Administrerende direktører
- 2006-2012 Jes Damsted
- 2012-2020 Steen Gram-Hanssen (konstitueret okt. 2012, udnævnt marts 2013)
- 2021- Søren Østergaard